# Henryk IV Ślepy
Henryk IV Ślepy (ur. 1112, zm. 1196) – hrabia Luksemburga od 1136 r., hrabia Namur w latach 1139–1183 jako Henryk I.

## Życiorys
Był synem hrabiego Namur Gotfryda. W 1136 r. odziedziczył, jako wnuk po kądzieli Konrada I (poprzez jego córkę Ermezyndę, żonę hrabiego Baru Gotfryda) hrabstwo Luksemburga. Po śmierci ojca w 1138 r. objął także hrabstwo Namur. Stopniowo stał się jednym z najpotężniejszych feudałów na obszarze między Mozą i Mozelą, m.in. dzięki objęciu w 1153 r. hrabstw La Roche i Durbuy. Próbował kontynuować ekspansję, jednak robił to w sposób nieprzemyślany, co zaowocowało jednak niepowodzeniami: gdy arcybiskupi Trewiru zablokowali ekspansję w kierunku zachodnim, wywołał wojnę z biskupami Liège, w której poniósł porażkę (1151 r.).
Poważnym problemem Henryka był brak dziedzica. Dwa kolejne małżeństwa (pierwsze z Laurette, córką Dytryka z Alzacji, hrabiego Flandrii, drugie nieznane) były bezpotomne, planował zapewnić sukcesję swojemu siostrzeńcowi Baldwinowi z Hainaut. Jednak trzecie małżeństwo z Agnieszką, córką Henryka, hrabiego Geldrii, dało mu w 1186 r. córkę Ermezyndę. Chcąc zapewnić objęcie przez nią sukcesji Henryk zaręczył ją jeszcze jako dziecko z hrabią Szampanii Henrykiem II. Ponieważ jednak małżeństwo z powinowatym króla francuskiego spotkało się ze sprzeciwem cesarza, Henryk ponownie zaręczył córkę z dziedzicem hrabstwa Baru, Tybaldem. Baldwin z Hainaut objął tymczasem hrabstwo Namur w 1189 r.